# 34415 Racheldragos
34415 Racheldragos è un asteroide della fascia principale. Scoperto nel 2000, presenta un'orbita caratterizzata da un semiasse maggiore pari a 2,7479653 au e da un'eccentricità di 0,0447257, inclinata di 6,79654° rispetto all'eclittica.